# 弗朗西斯·帕克·约基
弗朗西斯·帕克·约基（英語：Francis Parker Yockey；1917年9月18日-1960年6月16日）是美国的律师、政治哲学家及论战家，以在1948年用笔名“尤利克·瓦兰奇”出版的新斯宾格勒主义书籍《帝权：历史和政治的哲学》（Imperium: The Philosophy of History and Politics）闻名。书中导言称，这本书是斯宾格勒的《西方的没落》的续集，主张走以文化为中心的极权路线，以确保西方文明得到全面的保护。同时，这本书还尖锐深刻地批评了资本主义和共产主义。
约基积极支持全球许多右翼极端分子的运动，并在与白人民族主义相关的组织、法国新右翼运动和另类右派中取得了显著的政治影响力和哲学影响力。他也是一位坚定的反犹太主义者，十分钦佩德国的民族社会主义事业，且与法西斯主义关系密切。他有时还会联系上纳粹主义组织，如银衫军和德裔美国人同盟，并与这些组织合作。二战中轴心国战败后，他开始活跃于新法西斯主义运动。
约基认为，美国是被支持锡安主义的犹太人控制的自由主义引擎。他曾与埃及总统贾迈勒·阿卜杜-纳赛尔会面，并代表埃及政府撰写了一篇反锡安主义宣言，在那之中，他把泛阿拉伯运动视为挑战“美国犹太力量”的另一个潜在盟友。
在约基涉嫌伪造护照而入狱期间，美国右派人物威利斯·卡托造访了约基。后来，卡托成为了约基作品的辩护人、宣传人和出版商。